# Озд
Озд (венг.  Ózd) — город на северо-востоке Венгрии, второй по величине город медье Боршод-Абауй-Земплен после столицы — Мишкольца. Население — 39 114 человек (2001). Промышленный центр.

## География и транспорт
Город расположен в 130 километрах к северо-востоку от Будапешта, в 40 километрах к северо-западу от Мишкольца и в 40 километрах к северу от Эгера. В 3 километрах к северу от города проходит граница со Словакией. Ближайший к Озду словацкий город — Римавска Собота (25 километров). Автодороги ведут от Озда в сторону Мишкольца и словацкого Кошице. Железнодорожная ветка соединяет Озд с Мишкольцем.

## История
Впервые имя Озд упомянуто в 1272 году. Долгое время Озд был селом. В 1940 году в его состав вошли сёла Озд-Болёк и Сайоварконь. В 1949 году Озд получил статус города. Исторически в городе проживали большие цыганская и еврейская диаспоры, однако большинство евреев города погибло или эмигрировало в ходе второй мировой войны. 
В XIX веке в городе начала развиваться тяжёлая промышленность. В 1843 году был открыт первый в стране металлургический завод, а в окрестностях города начались разработки месторождений бурого угля. В XX веке в Озде было построено ещё несколько промышленных предприятий, в том числе швейная и мебельная фабрики.
В Озде создан мемориальный парк металлургического завода.

## Население
| Год  | Численность | Численность |
| ---- | ----------- | ----------- |
| 2013 | 34 361      | [ 2 ]       |
| 2014 | 33 944      | [ 3 ]       |
| 2021 | 31 234      | [ 4 ]       |
| 2022 | 31 022      | [ 5 ]       |
| 2023 | 30 865      | [ 6 ]       |
| 2024 | 30 550      | [ 1 ]       |

## Города-побратимы
- Sânsimion[вд], Румыния
- Sânsimion[вд], Румыния
- Ózdfalu[вд], Венгрия
- Римавска-Собота, Словакия
- Хожув, Польша (1998)[7]